# Halls of Montezuma: A Battle History of the United States Marine Corps
Halls of Montezuma: A Battle History of the United States Marine Corps (afgekort tot: Halls of Montezuma) is een videospel voor diverse platforms. Het spel werd uitgebracht in 1987. 

## Platforms
| Jaar | Platform               |
| ---- | ---------------------- |
| 1987 | Apple II, Commodore 64 |
| 1990 | Amiga, DOS             |

## Ontvangst
| Beoordeeld door                      | Platform     | Datum         | Score |
| ------------------------------------ | ------------ | ------------- | ----- |
| Zzap!                                | Commodore 64 | juli 1989     | 78%   |
| Computer Gaming World (CGW)          | Commodore 64 | november 1991 | 60%   |
| Computer Gaming World (CGW)          | DOS          | november 1991 | 60%   |
| Computer Gaming World (CGW)          | Apple II     | november 1991 | 60%   |
| Computer Gaming World (CGW)          | Amiga        | november 1991 | 60%   |
| Amiga Joker                          | Amiga        | juli 1991     | 58%   |
| Joker Verlag präsentiert: Sonderheft | Amiga        | 1993          | 49%   |
| Joker Verlag präsentiert: Sonderheft | Commodore 64 | 1994          | 49%   |